# Murray Head
Murray Seafield St George Head (ur. 5 marca 1946 w Londynie) – brytyjski aktor i piosenkarz. 

## Życiorys
Jego rodzicami byli Seafield Head i aktorka Helen Shingler. Jego młodszym bratem jest aktor Anthony Head.
Head rozpoczął karierę aktorską jako dziecko. W latach 60. XX wieku zdobył kontrakt płytowy. W 1970 roku został obsadzony w roli Judasza w oryginalnym nagraniu albumu z musicalem Tima Rice'a i Andrew Lloyd Webbera Jesus Christ Superstar. W 1971 roku zagrał Boba Elkina w nominowanym do Oskara filmie Ta przeklęta niedziela, w którym partnerował takim aktorom jak Peter Finch i Glenda Jackson. W 1984 roku Murray Head wykonał utwór „One Night in Bangkok” (pochodzący z musicalu Chess), który odniósł duży sukces.
Znając dobrze język francuski, zaczął nagrywać płyty w tym języku i utwór Une femme un homme w duecie z Marie Carmen z 1993 roku stał się przebojem we frankofońskiej części Kanady.

## Dyskografia
- 1972 – Nigel Lived
- 1975 – Say It Ain't So
- 1979 – Between Us
- 1980 – Voices
- 1981 – Find the Crowd
- 1982 – Shade
- 1984 – Restless

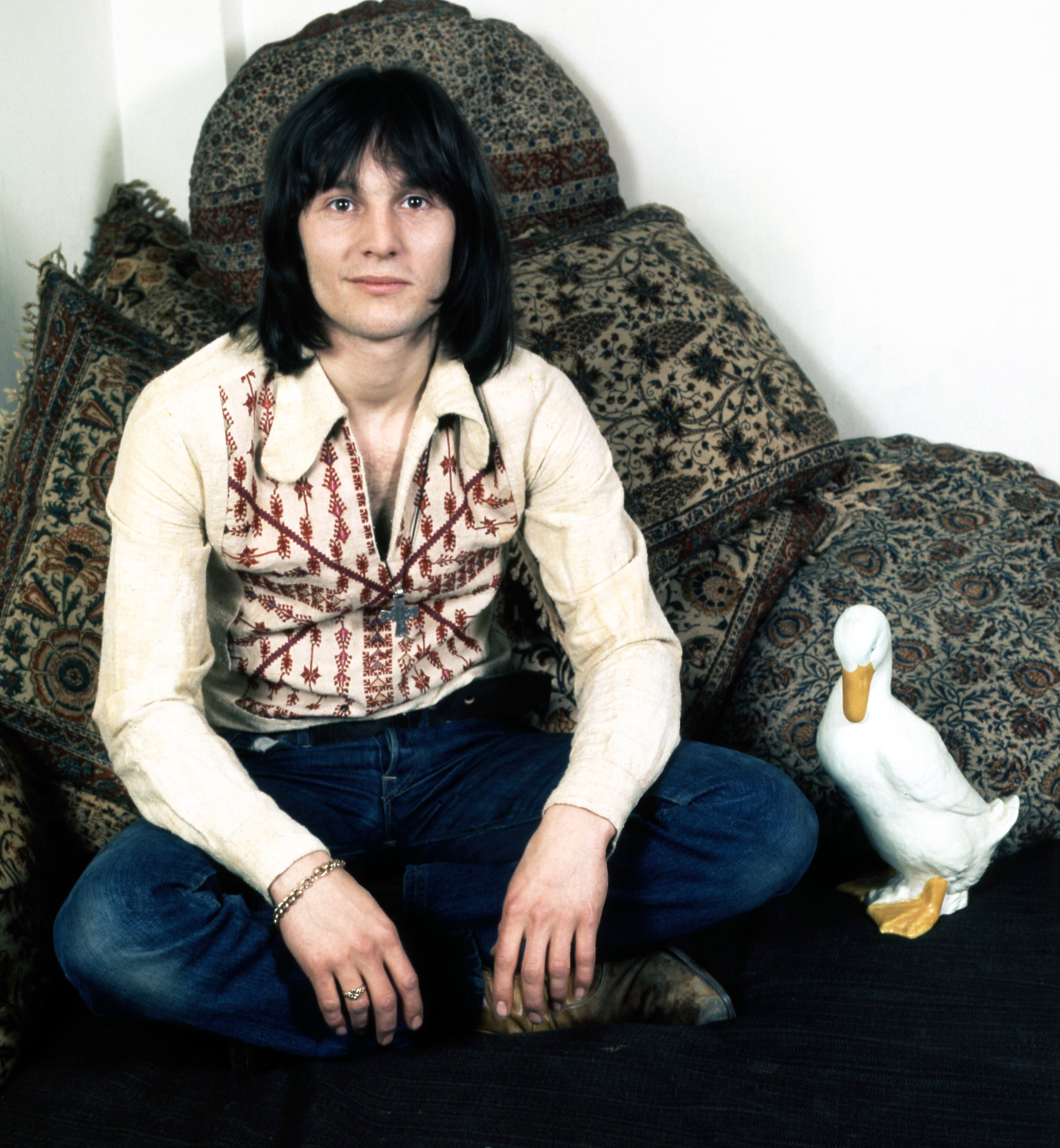
Murray Head, 1972

- 1985 – The Flying Devils - Original Soundtrack (raz z Kasper Windingiem)
- 1986 – Sooner Or Later
- 1988 – A Gauche En Sortant De L'Ascenceur
- 1992 – Wave
- 1993 – Innocence
- 1995 – Pipe Dreams
- 2002 – Passion
- 2007 – Tête A Tête
- 2008 – Rien n'est écrit
- 2012 – My Back Pages

Źródło: 